# ヴェロニカ・フォスター

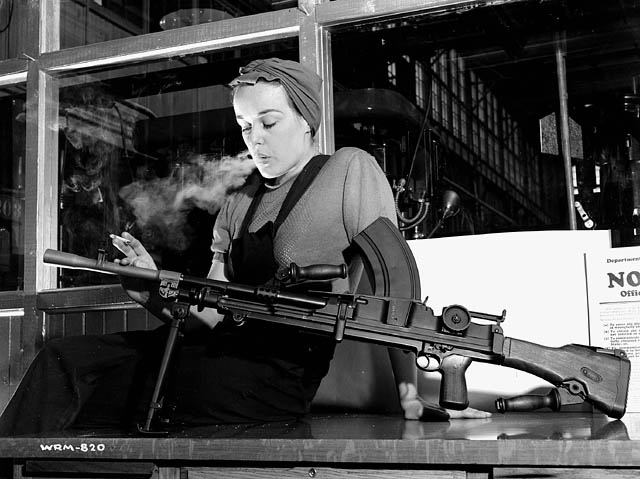
完成させたばかりのブレンガンの隣で休憩するフォスター（1941年5月10日）

ヴェロニカ・フォスター（Veronica Foster）、通称ロニー・ザ・ブレンガン・ガール(Ronnie, the Bren Gun Girl)は、カナダの女性労働者。第二次世界大戦中、軍需工場に動員された100万人以上のカナダ人女性の象徴としてその名を知られた。フォスターはジョン・イングリス株式会社(John Inglis Co. Ltd)の労働者で、オンタリオ州トロントのストラカン大通り(Strachan Avenue)にあった軍需工場に勤務し、ブレンガンの組立を担当していた。彼女はアメリカの女性労働者のアイコンとなった架空のキャラクター、ロージー・ザ・リベッター(Rosie the Riveter)の原型とも言われている。
政府当局のプロパガンダ・ポスターに写真が使用された事から彼女の名はカナダ中に知れ渡った。多くのポスターは労働意欲の喚起を目的として作業中の彼女を描いていたが、ジルバを踊ったり、ディナーパーティに出席するフォスターなど、よりカジュアルな設定のポスターもいくつか作成された。